# アラン・ブルック (第3代ブルックバラ子爵)

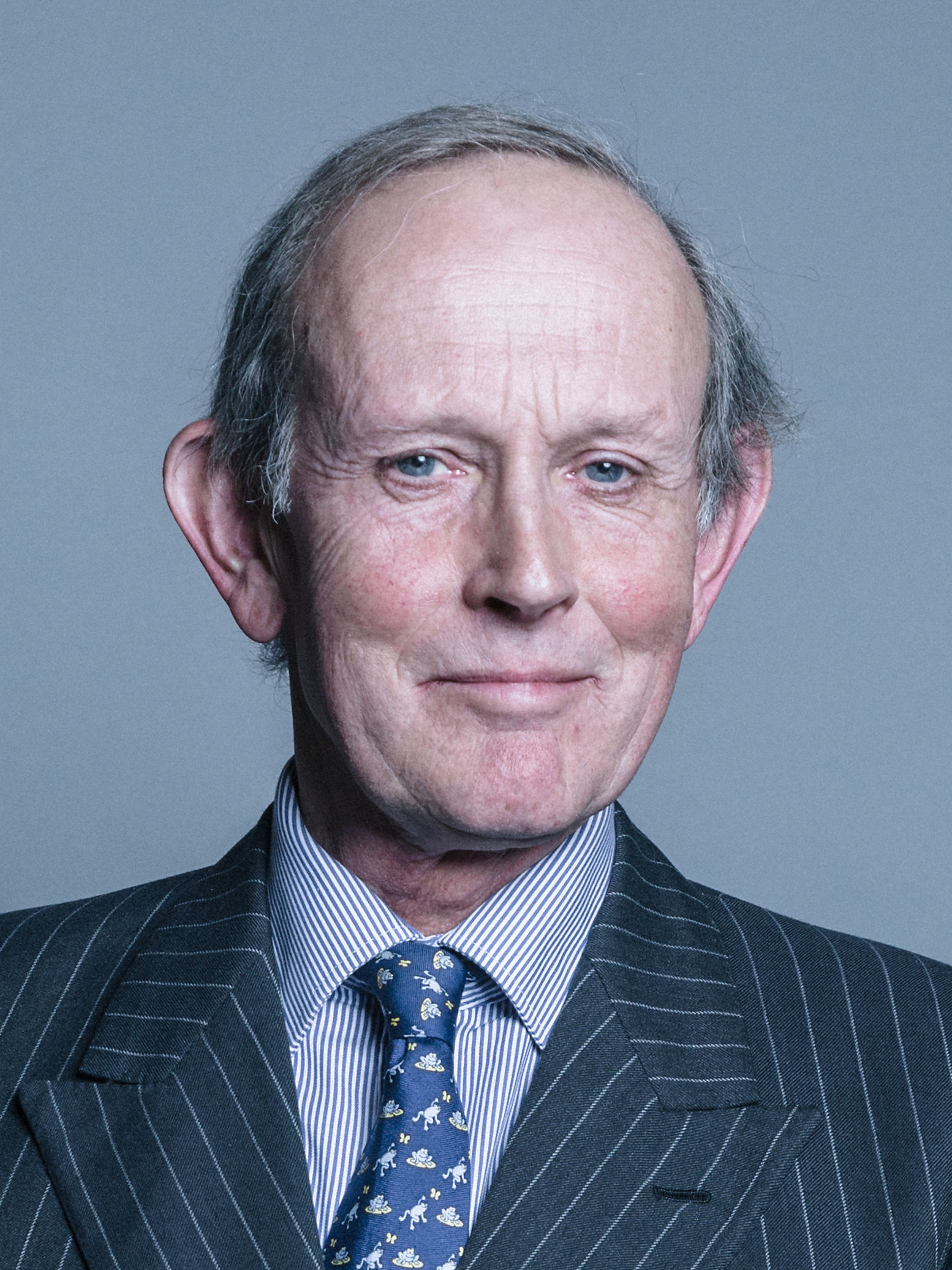
第3代ブルックバラ子爵アラン・ブルック

第3代ブルックバラ子爵アラン・ヘンリー・ブルック（英語: Alan Henry Brooke, 3rd Viscount Brookeborough, KG、1952年6月30日 - ）は、イギリスの貴族、地主、政治家、陸軍軍人。

## 経歴
1952年6月30日、第2代ブルックバラ子爵ジョン・ブルックとその妻ローズマリー・ヒルダ・チチェスター（ドニゴール侯爵チチェスター家の分流アーサー・チチェスター中佐の娘）の長男として生まれた。
ハーロー校とミルフィールドで学ぶ。
1971年に陸軍に入隊。1987年3月5日に第3代ブルックバラ子爵位を継承し、貴族院議員に列する。1995年にファーマナのハイ・シェリフに就任。1997年に侍従たる議員(貴族院与党幹事)に就任。1999年に世襲貴族の貴族院議員数が92議席に限定されたのちも、世襲貴族枠の貴族院議員に選ばれた。党派は中立派(クロスベンチャー)である
2012年にファーマナ統監に就任。2018年4月23日にガーター勲章を受章した。

## 栄典

### 爵位
1987年3月5日に父ジョン・ブルックの死去により以下の爵位を継承した。
- ファーマナ県におけるコールブルックの第3代ブルックバラ子爵 (3rd Viscount Brookeborough, of Colebrooke in the County of Fermanagh)
(1952年7月4日の勅許状による連合王国貴族爵位)
- (コール・ブルックの)第7代準男爵(7th Baronet, "of Cole Brooke")
(1822年1月7日の勅許状による連合王国準男爵位)

### 勲章
- 1987年3月5日、ガーター勲章(騎士団)ナイト(KG)[5]

## 家族
1980年にジャネット・エリザベス・クック(Janet Elizabeth Cooke)と結婚したが、子供はない。